# Samuel Halberg
Samuel Friedrich Ivanovitj Halberg (Hallberg), född  1787 i Haljala, död 1839, var en rysk skulptör.
Samuel Halberg som kom från en svensk släkt, erhöll under sin tid som elev vid konstakademin i Sankt Petersburg 1817 ett resestipendium, som förde honom över Berlin, Dresden, Wien och Venedig till Rom, där han stannade till 1828. Under inflytande från Antonio Canova och Bertel Thorvaldsen utförde Halberg under tiden här såväl porträttbyster som satyrgrupper och mera genreartade kompositioner. 1828 återkallades han till Ryssland, där han utförde ett monument över Alexander I av Ryssland i Grusina vid Novgorod 1830, ett monument över Katarina II i konferenssalen i Akademin i Sankt Petersburg 1831, ett monument över Gavrila Derzjavin i Kazan 1833, och ett över historikern Nikolaj Karamzin i Simbirsk 1835. Halberg företrädde i sin stil en internationell nyklassicism. Han var från 1831 professor vid konstakademin i Sankt Petersburg.